# Ясногорск (Забайкальский край)
Ясного́рск — посёлок городского типа в Оловяннинском районе Забайкальского края России. Административный центр и единственный населённый пункт городского поселения «Ясногорское».

## История
Возник в середине 1970-х годов в связи со строительством Харанорской ГРЭС около железнодорожного разъезда № 73, зарегистрирован как населённый пункт в 1978 году.
Статус посёлка городского типа — с 1981 года.

## Население
| 1989  | 2002  | 2009  | 2010  | 2012  | 2013  | 2014  |
| ----- | ----- | ----- | ----- | ----- | ----- | ----- |
| 7546  | ↗9747 | ↘8957 | ↘8873 | ↘8473 | ↘8182 | ↘7804 |
| 2015  | 2016  | 2017  | 2018  | 2019  | 2020  | 2021  |
| ↘7558 | ↘7313 | ↘7076 | ↘6839 | ↘6622 | ↘6589 | ↗8493 |

## Улицы
| - ул. Алексейцева, - ул. Багульная, - ул. Берёзовая, - пер. Больничный, - ул. Весенняя, - ул. Дачная, - ул. Дорожная, - ул. Железнодорожная, | - ул. Зелёная, - ул. Кленовая, - пер. Кленовый, - мкр. Ковыльный, - ул. Ленина, - ул. Лиственная, - мкр. Луговой, - ул. Магистральная, | - ул. Майская, - ул. Малая, - ул. Мира - ул. Молодёжная, - ул. Нагорная, - ул. Озёрная, - ул. Ононская, - ул. Осенняя, | - ул. Пионерская, - мкр. Раздольный, - ул. Рябиновая, - ул. Садовая, - ул. Славянская, - мкр. Советский, - мкр. Солнечный, - ул. Станционная, | - ул. Степная, - мкр. Степной, - ул. Строителей, - ул. Цветочная, - ул. Центральная, - мкр. Школьный - ул. Энергетиков, - ул. Юбилейная. |

## Транспорт
Железнодорожная станция Ясногорск-Забайкальский Читинского отделения Забайкальской железной дороги.

## Топографические карты
- Лист карты M-50-VIII Оловянная. Масштаб: 1 : 200 000. Состояние местности на 1979—82 год. Издание 1985 г.